# 斯特氏溪鱂
斯特氏溪鱂，為輻鰭魚綱鯉齒目鰕鱂亞目溪鱂科的其中一種，為熱帶淡水魚，分布於南美洲委內瑞拉黑河流域，體長可達2.9公分，棲息在水質清澈、顏色棕色的溪流底中層水域，生活習性不明。

## 擴展閱讀
維基物種上的相關：斯特氏溪鱂